# 베키 린치
베키 린치(Becky Lynch)는 본명은 레베카 퀸(Rebecca Quin, 1987년 1월 30일 ~ )이다. 아일랜드의 여자 프로레슬링선수다. 2019년 WWE의 프로레슬러 세스 롤린스와 결혼했다. 2002년 프로레슬링 입문했다. 피니쉬는 디스 암 허/디스꺼스팅 암바(시티드 후지와라 암바), 하드-녹스(싯아웃 레그 훅 수플렉스 슬램) 익스플로이터 수플렉스, 포 레그 클로버(모디파이드 리버스 피겨 포 레그락), 펌프핸들 사이드 슬램을 사용한다. 키는 5 ft 6 in (168 cm) tall 에다가 몸무게는 (61kg) 135 lb 이다.러에서 여자부 MITB 사다리 매치 우승자인 아스카에게 러 위민스 챔피언 벨트를 주고 자신은 임신 때문에 한동안 wwe 활동을 중단했었다.

## Professional wrestling highlights
- Finishing moves
  - As Becky Lynch
    - Dis-arm-her (Seated fujiwara armbar) - 2014-present
    - Exploder suplex (a few times from the third string) - 2014; used later as a characteristic move
    - Four-Leg Clover (Modified reverse figure-four leglock) - 2014; used later as a characteristic move
    - Pumphandle side slam - 2015-present

  - As Rebecca Knox
    - Exploder suplex
    - Hard Knox (Sitout leg hook suplex slam)
- Signature moves
  - Arm drag
  - Diving double leg drop
  - Hurricanrana
  - Inverted hammerlock DDT
  - Louthesz press, followed by multiple punches
  - Multiple kick variations
    - Diving somersault front drop
    - Running side
    - Step-up somersault enzuigiri

  - Multiple suplex variations
    - Bex-Plex (Spinning pumphandle)
    - Delayed fisherman
    - Hammerlock
    - Overhead vertical

  - Running somersault lariat
  - Spinning somersault elbow smash
- Manager
  - Charlotte Flair
  - Naomi
  - Paige
  - Scotty Mac
- Wrestler of which she was manager
  - Britani Knight/Paige
  - Charlotte
  - Naomi
  - Saraya Knight
- Nicknames
  - As Becky Lynch
    - "The Man"
    - "The Champ Champ"
    - "Becky 2 Belts"
    - "The Champ"
    - "Becky Balboa"
    - "The Irish Lass Kicker"
    - "Straight Fire"
    - "Maiden Ireland"

  - As Rebecca Knox
    - "K-Knox"
- Entrance themes
  - "U Can't Touch This" by MC Hammer (Independent circuit)
  - "A Big Part" by Cliffs Notes (NXT; 2013-2014)
  - "Celtic Invasion" by CFO$ (NXT/WWE; 18 December 2014-present)

## 수상
- 베스트 모먼트 오브 더 이열 (2018) - 어택킹 론다 로우지 온 로우
- 레슬링 오브 더 이열 (2018)
- WWE 매치 오브 더 이열 (2018) vs 아스카 언드 샬럿 플레어 엑트 WWE TLC 2018
- 모스트 파펄러 레슬링 (2019)
- 위민 오브 더 이열 (2018, 2019)
- 랭크드 넘버 4 오브 더 탑 50 피멜 레슬링 인 더 PWI 50 인 2016
- 월드 퀸스 오브 카오스 챔피언 (1회)
- 슈퍼걸스 챔피언 (1회)
- 슈퍼걸스 챔피언 토너먼트 (2005)
- 워스트 퓨드 오브 더 이열 (2015) 팀 PCB vs 팀 BAD vs 팀 벨라
- 위민스 레슬링 MVP (2018)
- WWE RAW 위민스 챔피언 (2회)
- WWE 위민스 월드 챔피언 (5회)
- WWE 위민스 인터콘티넨털 챔피언 (1회)
- WWE 위민스 태그팀 챔피언 (2회) - 리타 (1회), 라이라 발키리아 (1회)
- NXT 위민스 챔피언 (1회)
- WWE 위민스 로얄 럼블 (2019)
- 6대 여성 WWE 트리플 크라운
- 6대 여성 WWE 그랜드 슬래머
- WWE 이열-엔드 어워즈 (3회)
  - 피멜 슈퍼스타즈 오브 더 이열 (2018, 2019)
  - 매치 오브 더 이열 (2018) vs 샬럿 플레어 엑트 WWE 에볼루션 2018